# Liste der Gedenktafeln und Gedenksteine in Wien/Rudolfsheim-Fünfhaus
Diese Liste der Gedenktafeln und Gedenksteine in Wien/Rudolfsheim-Fünfhaus enthält die Gedenktafeln im öffentlichen Raum des 15. Wiener Gemeindebezirks Rudolfsheim-Fünfhaus. Eine Grundlage dieser Liste ist „Wien Kulturgut“, der digitale Kulturstadtplan der Stadt Wien, daneben das Wien Geschichte Wiki und Archivmeldungen der Rathauskorrespondenz.
Neben den wandgebundenen Gedenktafeln sind auch die von der Stadt Wien als Denkmäler klassifizierten Gedenksteine angeführt. Andere Denkmäler sowie Kunstwerke im öffentlichen Raum sind unter Liste der Kunstwerke im öffentlichen Raum in Wien/Rudolfsheim-Fünfhaus zu finden.
Erinnerungssteine sind in Stationen der Erinnerung in Rudolfsheim-Fünfhaus angeführt.

## Gedenktafeln und Gedenksteine
| Foto |                 | Inschrift | Name                                                        | Typ         | Standort                                     | Beschreibung                                                                                      | Metadaten                                                        |
| ---- | --------------- | --- | ----------------------------------------------------------- | ----------- | -------------------------------------------- | ------------------------------------------------------------------------------------------------- | ---------------------------------------------------------------- |
| ja   | Datei hochladen | In diesem Hause wurde der Begründer der Individualpsychologie Alfred Adler am 7. Februar 1870 geboren Verein für Individualpsychologie Österreichische Gesellschaft für Literatur | Alfred Adler - Gedenktafel ID: 96472 viennatouristguide     | Gedenktafel | Mariahilfer Straße 208 Standort              | Stein (Sandstein) (1970)                                                                          |                                                                  |
| ja   | Datei hochladen | MDCCCLXXXIII MDCCCCXXXIII Der edlen und grossen Frau Dr. phil.Hildegard Burjan die aus heroischem Glaubensmut ihr Leben dem Dienste Gottes in den Werken der Nächstenliebe opferte. Sie gründete die Soziale Hilfe und die Caritas Socialis und errichtete ihrem grossen Zeitgenossen Dr.Ignaz Seipel nach seinem Tode diesen Gedächtnisbau. Es war ihr letztes Lebenswerk durch das leidvolle Menschen aus der Not der Seele und des Leibes zu Gott geführt werden sollen. In te Domine speravi non confundar in aeternum | Hildegard Burjan - Gedenktafel                              | Gedenktafel | Burjanplatz Standort                         |                                                                                                   | Standort: Pfarrkirche Neufünfhaus                                |
| ja   | Datei hochladen | Heinz Conrads (1913 - 1986) Der Wiener Volksschauspieler Heinz Conrads besuchte die damals in diesem Gebäude befindliche Volksschule und meinte in seiner Biografie: „Ich brachte die Klassen Volks- schule hinter mich in der Schweglerschule in der gleichnamigen Straße. Ich schreibe das so genau, damit Sie einmal wissen, wo die Gedenktafel hingehört!“ Schüler in den Jahren 1919 - 1927 Gewidmet von der Bezirksvorstehung 15 | Heinz Conrads - Gedenktafel viennatouristguide              | Gedenktafel | Schweglerstraße 1 Standort                   |                                                                                                   |                                                                  |
| ja   | Datei hochladen | Auguste Fickert 25.05.1855 - 09.06.1910 Lehrerin, Journalistin, Vorkämpferin der ersten Frauenbewegung Österreichs und Gründerin des Allgemeinen Österreichischen Frauenvereins. Unermüdlich kämpfte Auguste Fickert für die Verbesserung der Lebens- und Arbeitsverhältnisse von Frauen. Politisch legte sie ihr Hauptaugenmerk auf die Vorbereitung des allgemeinen, direkten Wahlrechts für Frauen und Männer. Von ihr ging die Initiative für den Heimhof aus - ein Einküchenhaus für Berufstätige, alleinstehende Arbeiterinnen, aufgrund ihres frühen Todes wurde dieses Vorhaben zwar verwirklicht, jedoch nicht in seiner ursprünglichen Form. Sie geht als bedeutende Feministin in die Frauengeschichte des 15. Bezirks ein. Gewidmet von der Bezirksvertretung des 15. Bezirkes. | Auguste Fickert - Gedenktafel ID: 96474                     | Gedenktafel | Pilgerimgasse 22-24 (Heim-Hof) Standort      | Metall (2009/2010)                                                                                | Standort: Heimhof                                                |
| ja   | Datei hochladen | Johann Gärtner Gelebt und Gewirkt für Einheit und Freiheit hingerichtet in der Ära des Faschismus am 8.11.1944 Seine Arbeitskollegen | Johann Gärtner - Gedenktafel                                | Gedenktafel | Schwendergasse 51-55 Standort                |                                                                                                   |                                                                  |
| ja   | Datei hochladen | Johann Grassinger 1869 - 1932 Bezirksvorsteher von Fünfhaus | Johann Grassinger - Gedenktafel                             | Gedenktafel | Brunhildengasse 3 Standort                   | Die Gedenktafel mit dem Porträtrelief Grassingers wurde 1934 entfernt und 1949 wieder angebracht. | Standort: Grassingerhof                                          |
| ja   | Datei hochladen | Der vor den Nationalsozialisten geflohene Schriftsteller und Dramatiker Fritz Hochwälder 1911-1986 besuchte von 1927 bis 1930 als Tapeziererlehrling diese Schule. | Fritz Hochwälder - Gedenktafel ID: 109068                   | Gedenktafel | Hütteldorfer Straße 7-17 Standort            | schwarzer Impala-Granit                                                                           | Standort: Berufsschule für Chemie, Grafik und gestaltende Berufe |
| ja   | Datei hochladen | Wilhelm August Jurek, der Schöpfer des berühmten Deutschmeister- Marsches starb in diesem Hause am 9. April 1934 Errichtet vom Deutschmeisterbund und von der Bürgerschaft von Fünfhaus | Wilhelm August Jurek - Gedenktafel ID: 96469                | Gedenktafel | Dingelstedtgasse 16 Standort                 | Stein (Marmor), Metall (Bronze) (1935)                                                            |                                                                  |
| ja   | Datei hochladen | 1870 - 1933 Tondichter Professor Josef Klein Sterbehaus | Josef Klein - Gedenktafel ID: 96476 viennatouristguide      | Gedenktafel | Rustengasse 3 Standort                       | Robert Müller, Kopf und Lorbeerkranz aus Bronze (1937)                                            |                                                                  |
| ja   | Datei hochladen | In diesem Haus wurde der Arbeiterdichter Alfons Petzold am 24. September 1882 geboren. Am 25. Jänner 1923 erlosch sein rauhes Leben. Zum 100.Geburtstag - der Kulturverein Fünfhaus | Alfons Petzold - Gedenktafel                                | Gedenktafel | Robert-Hamerling-Gasse 28 Standort           | (1982)                                                                                            |                                                                  |
| ja   | Datei hochladen | In diesem Hause lebte, wirkte und starb der burgenländische Heimatdichter Josef Reichl Güssing 1860 - Wien 1924 | Josef Reichl - Gedenktafel viennatouristguide               | Gedenktafel | Mariahilfer Gürtel 1 Standort                |                                                                                                   |                                                                  |
| ja   | Datei hochladen | Paul Richter 1877 bis 1958 Nationalratsabgeordneter und Wiener Sozialpolitiker | Paul Richter - Gedenktafel ID: 101834                       | Gedenktafel | Grimmgasse 36-38 Standort                    | Stein                                                                                             | Standort: Paul Richter Hof                                       |
| ja   | Datei hochladen | In diesem Haus lebte von 1963 bis zu seinem Tode der Dichter und Humanist Alexander Sacher-Masoch 1901 – 1972 Mitbegründer und erster Generalsekretär des Nachkriegs P.E.N. Österreichischer P.E.N.-Club | Alexander von Sacher-Masoch - Gedenktafel ID: 96468         | Gedenktafel | Alliogasse 21 Standort                       | Stein (Marmor) (um 1998)                                                                          |                                                                  |
| ja   | Datei hochladen | In diesem Haus wohnte als einer der Erstmieter der spätere Bundespräsident Dr. Adolf Schärf mit seiner Familie bis zum Jahre 1925 Kulturverein Fünfhaus im Jahre 2010 | Dr. Adolf Schärf - Gedenktafel ID: 96475                    | Gedenktafel | Possingergasse 25 / Wickhoffgasse 4 Standort | Stein (Marmor) (2010)                                                                             |                                                                  |
| ja   | Datei hochladen | Dr. Ignaz Seipel der grosse Wiener wurde 1876 in diesem Hause geboren Gewidmet im Sept. 1933 vom Alt-Wiener-Klub | Dr. Ignaz Seipel - Gedenktafel ID: 96473 viennatouristguide | Gedenktafel | Märzstraße 42 Standort                       | Stein (Marmor), Metall (Bronze) (1933)                                                            |                                                                  |
| ja   | Datei hochladen | Franz Siller 1893 - 1924 dem Förderer der Kleingartenbewegung | Franz Siller - Gedenktafel                                  | Gedenktafel | Kleingartenverein Zukunft Schmelz Standort   |                                                                                                   |                                                                  |
| ja   | Datei hochladen | In diesem Hause lebte bis 1963 der Wiener Lieder-Komponist Ferry Wunsch und schuf hier seine unvergänglichen Melodien. Gewidmet von der Vereinigung "Das Wiener Lied" Wien, am 5. Juli 1964 | Ferry Wunsch - Gedenktafel ID: 96470 viennatouristguide     | Gedenktafel | Goldschlagstraße 12 Standort                 | Stein (Sandstein) (1964)                                                                          |                                                                  |
| ja   | Datei hochladen | 1828 1928 Schubertlinde Fünfhauser M.G.Verein Frohsinn G.Verein Schumannbund M.G.Verein Treusinn | Schubertlinde – Gedenkstein ID: 91485                       | Gedenkstein | Maria-vom-Siege-Platz Standort               | (1928)                                                                                            |                                                                  |

## Gedenktafeln für Ereignisse, Organisationen und Orte
| Foto |                 | Inschrift | Name                                                          | Typ         | Standort                                     | Beschreibung | Metadaten |
| ---- | --------------- | --- | ------------------------------------------------------------- | ----------- | -------------------------------------------- | --- | --------- |
| ja   | Datei hochladen | Einem Appell des Europa rates folgend und als Bekenntnis zur Idee der Einheit Europas gibt die Bundeshauptstadt Wien diesem Platz den Namen Europaplatz 21. 6. 1958 | Europa-Gedenkstein ID: 74013 Wien Kulturgut: 74013            | Gedenkstein | Europaplatz Standort                         | rechteckiger Steinblock (1958) |           |
| ja   | Datei hochladen | Im Verlauf der heutigen Clementinengasse entstanden 1701 die ersten fünf Häuser, die dem späteren Vorort, Bezirk und nunmehrigen Bezirksteil Fünfhaus den Namen gaben Gewidmet vom Kulturverein Fünfhaus im Jahre 2001                                                                                                   | Fünfhaus-Gedenkstein                                          | Gedenkstein | Dingelstedtgasse / Clementinengasse Standort | Naturstein mit Inschrift auf rechteckiger, roter Granittafel (2001) |           |
| ja   | Datei hochladen | Im Bereich der heutigen Schwendergasse befand sich Schwenders Colosseum in dem am 15.12.1867 der Erste Wiener Arbeiterbildungsverein gegründet wurde Bildungsausschuss der SPÖ - Wien 1992 | Gedenktafel für Schwenders Colosseum                          | Gedenktafel | Schwendergasse 31 Standort                   | (1992) |           |
| ja   | Datei hochladen | An der Stelle dieser Schule Stand 1857 - 1891 das Sechshauser Bezirksspital den Pflegedienst leiteten die Barmherzigen Schwestern vom hl. Vinzenz von Paul Der selige Pater Anton M. Schwartz wirkte hier 1879 - 1886 als Spitalsseelsorger Pfarre Reindorf, im Jahr 2002                                                | Gedenktafel für das Sechshauser Bezirksspital                 | Gedenktafel | Sechshauser Straße 71 Standort               | (2002) |           |
| ja   | Datei hochladen | In diesem Hause befand sich durch mehr als 60 Jahre, bis zu seiner gewaltsamen Zerstörung im Jahre 1938, der "Storchentempel" des Israel. Tempelvereines Emunath Awoth F. D. Bezirke XII-XIV. | Storchenschul Storchentempel Synagoge - Gedenktafel ID: 96477 | Gedenktafel | Storchengasse 21 Standort                    | Stein (1961) |           |
| ja   | Datei hochladen | An dieser Stelle befand sich eine Synagoge. Sie wurde in der "Reichskristallnacht" am 9. November 1938 von fanatischen Anhängern des Hitlerregimes niedergebrannt u. zerstört. Niemals vergessen! | Synagoge Turnergasse - Gedenktafel ID: 96478                  | Gedenktafel | Turnergasse 22 Standort                      | Bronze |           |
| ja   | Datei hochladen | | Erinnerungsort Turnertempel - Gedenktafel ID: 96479           | Gedenktafel | Turnergasse 22 Standort                      | Standtafel Metall, rechts hinten |           |
| ja   | Datei hochladen | In diesem Haus waren zwischen Juni 1944 und April 1945 etwa 500 ungarische Juden, darunter zahlreiche Kinder interniert. Sie waren von den Nationalsozialisten als Arbeitssklaven verschleppt worden. Vielen von ihnen starben an den erlittenen Entbehrungen und Misshandlungen. Bezirksvertretung Rudolfsheim-Fünfhaus | Internierte Ungarische Juden - Gedenktafel ID: 96471          | Gedenktafel | Hackengasse 11 Standort                      | Horst Stöckel, Kupfertafel. Bereits 1995 wurde eine gleichlautende Inschrift vom Museumsverein Rudolfsheim-Fünfhaus an selbiger Stelle angebracht, diese Tafel verschwand im Zuge des Abrisses des Gebäudes. 2015 wurde die Tafel von der Bezirksvertretung Rudolfsheim-Fünfhaus erneuert. (1995, 2015) |           |